# Yōhei Taniike
Yōhei Taniike (japanisch 谷池 洋平 Taniike Yōhei; * 5. April 1977 in der Präfektur Hyōgo) ist ein ehemaliger japanischer Fußballspieler.

## Karriere
Taniike erlernte das Fußballspielen in der Schulmannschaft der Shimizu Commercial High School und der Universitätsmannschaft der Universität Tsukuba. Seinen ersten Vertrag unterschrieb er 2000 bei Vissel Kobe. Der Verein spielte in der höchsten Liga des Landes, der J1 League. 2001 wechselte er zum Drittligisten Otsuka Pharmaceutical (heute: Tokushima Vortis). 2004 wurde er mit dem Verein Meister der Japan Football League und stieg in die J2 League auf. 2007 wechselte er zum Drittligisten Tochigi SC. 2008 wechselte er zum Ligakonkurrenten Sony Sendai FC. Ende 2013 beendete er seine Karriere als Fußballspieler.